# Dominik Javorček
Dominik Javorček (* 2. listopadu 2002 Bojnice) je slovenský profesionální fotbalista, který hraje na pozici levého obránce za český klub SK Slavia Praha a za slovenský národní tým do 21 let.

## Klubová kariéra
Javorček je odchovancem Baníku Prievidza, odkud v roce 2015 přešel do akademie MŠK Žilina.
Javorček debutoval v A-týmu Žiliny 15. srpna 2020 v utkání proti AS Trenčín. V 68. minutě zápasu dostal žlutou kartu a o osm minut později ho vystřídal Jakub Kiwior. Dne 27. února 2021 vstřelil svou první branku ve slovenské nevyšší soutěži, a to při prohře 1:2 se Spartakem Trnava. Ve své první sezoně se stal stabilním členem základní sestavy, pomohl Trnavě k postupu do finále slovenského poháru a k postupu do pohárové Evropy. Dohromady odehrál 22 soutěžních utkání.
V sezoně 2021/22 odehrál Javorček kvůli zranění kolene jen 4 soutěžní utkání.
Na hřiště se vrátil až během jarní části sezony 2022/23, nastoupil do 12 utkání a vstřelil 2 branky.
V průběhu sezony 2023/24 se Javorček stal stabilním členem základní sestavy, zahrál si s Žilinou předkola Konferenční ligy. Dohromady nastoupil do 39 soutěžních zápasů, vstřelil 2 branky a přidal 2 asistence.
Dne 30. srpna 2024 odešel Javorček na hostování do německého bundesligového klubu Holstein Kiel. Svůj debut v Bundeslize si odbyl 14. září, kdy nastoupil do druhého poločasu třetího kola proti Bayernu Mnichov. Během svého hostování se však do základní sestavy Kielu trvale neprosadil, nastoupil do 13 soutěžních utkání a zaznamenal 2 asistence, nicméně nedokázal zabránit sestupu do druhé Bundesligy.
V létě 2025 přestoupil do pražské Slavie, se kterou podepsal smlouvu do roku 2029.

## Reprezentační kariéra
Javorček od roku 2018 reprezentuje Slovensko na mládežnických úrovních.
V roce 2025 byl nominován na závěrečný turnaj Mistrovství Evropy do 21 let.